# Ivan Mustapić (bacač koplja)
Ivan Mustapić (Posušje, 9. srpnja 1966.), hrvatski atletičar iz Bosne i Hercegovine. Aktualni hrvatski rekorder u bacanju koplja s 82.70m. Također je vlasnik najboljeg državnog rezultata u inačici koplja s ozubljenim repom koja se koristila od 1986-91 sa 79.64m. Prvi hrvatski atletičar koji je kopljem (bilo kojim modelom) prebacio 80m (1992.) i 70m (1986.).
Natjecao se na Olimpijskim igrama 1992. u bacanju koplja i osvojio 17. mjesto.
Na Mediteranskim igrama 1987. kao reprezentativac Jugoslavije osvojio je srebrnu medalju u bacanju koplja. Na MI 1993. u istoj disciplini osvaja zlatnu medalju za Hrvatsku.
Bio je član tuzlanske Slobode, beogradskog Partizana, splitskog ASK-a i zagrebačke Mladosti.